# Gai Curi
Gai Curi (en llatí Caius Curius) va ser un cavaller romà (princeps ordinis equestris) cunyat de Gai Rabiri, l'assassí de Saturní, que va ser pare adoptiu de Gai Rabiri Pòstum. Formava part de la gens Cúria, una antiga família romana d'origen plebeu.
Era el més important dels terratinents de terres públiques. Era de caràcter noble i es va enriquir extraordinàriament. Utilitzava els seus diners per ajudar a la gent, i semblava que els busqués només per mostrar la seva benevolència. Malgrat aquest caràcter bondadós, va ser acusat d'haver-se apoderat de diners públics i d'haver destruït llençant-los al foc, diversos documents. Va ser absolt i va ser considerat encara més honorable.